# Кегумс (остановочный пункт)
Ке́гумс (латыш. Ķegums) — остановочный пункт железной дороги в городе Кегумс (Латвия). Расположен на железнодорожной линии Рига — Крустпилс.

## История
Остановочный пункт Кегумс был открыт в 1924 году. В 1936 году стал обслуживающей железнодорожной станцией Кегумской ГЭС. В 1937 году приступили к постройке нового пассажирского здания станции, по проекту В. Озолиньша. Новое здание вокзала было сдано в эксплуатацию в 1939 году. В здании находились: зал ожидания, буфет со вспомогательными помещениями, комната железнодорожной полиции и кабинет дежурного по станции. На втором этаже оборудовали квартиры для начальника станции, его помощников, стрелочников и торговых агентов.  Старое здание переоборудовали в багажный склад.
Во время Второй мировой войны пассажирское здание было практически полностью разрушено и после войны восстановлено в виде, весьма близком к первоначальному.
Пути, оказавшиеся ненужными по окончании строительства второй очереди Кегумской ГЭС, были демонтированы в 1985 году, после чего Кегумс вновь стал остановочным пунктом. В 2009 году старый островной перрон рижского направления демонтировали и оборудовали новый боковой.